# Pristimantis latidiscus
Pristimantis latidiscus är en groddjursart som först beskrevs av George Albert Boulenger 1898.  Pristimantis latidiscus ingår i släktet Pristimantis och familjen Strabomantidae. IUCN kategoriserar arten globalt som livskraftig. Inga underarter finns listade i Catalogue of Life.